# Resolució 178 del Consell de Seguretat de les Nacions Unides
La Resolució 178 del Consell de Seguretat de les Nacions Unides fou adoptada per unanimitat el 24 d'abril de 1963 degut a les violacions de territori senegalès per part de les forces militars colonials de la Guinea Portuguesa. El Consell va deplorar l'incident de Bouniak així com els incursions dels portuguesos i van sol·licitar que fessin honor de la seva intenció declarada de respectar escrupolosament la sobirania i la integritat territorial del Senegal.